# 呢個乜野場
《呢個乜野場》，香港爱情片，導演何澍培，副导演郑保瑞，主演周文健、叶芳华、麦家琪、莫可欣、罗莽、梁雪湄、骏雄、司徒慧焯、杨盈盈、曾燕等。

## 剧情
该片讲述香港夜总会中形形色色的人，为生活忙碌奔波的艰辛生活。

## 演出
| 演员     | 角色 | 备注 |
| 周文健   | 阿明 |      |
| 叶芳华   |      |      |
| 麦家琪   |      |      |
| 莫可欣   |      |      |
| 罗莽     |      |      |
| 梁雪湄   |      |      |
| 骏雄     |      |      |
| 司徒慧焯 |      |      |
| 杨盈盈   |      |      |
| 曾燕     |      |      |
| 于荣光   | 谭炳 |      |

## 制作
- 出品人：汪小明、胡志
- 舞蹈编排：黄家诚
- 服饰：梁乐民
- 发型：吴煜宇
- 剧务：孙国明
- 场务：康仔、细明
- 服装：黄金兰
- 剧照：泰山
- 道具：苏忠
- 柴水：玉姐
- 摄影器材：香港映机
- 粤语配音：杨康
- 国语配音：林展文
- 效果：王作藩
- 录音室：特艺录音室
- 字幕：罗文
- 冲印：宇宙电影彩色冲印有限公司

## 外部連結
- 香港影庫上《呢個乜野場》的資料（繁體中文）
- 開眼電影網上《呢個乜野場》的資料（繁體中文）
- 豆瓣电影上《呢個乜野場》的資料 （简体中文）
- 时光网上《欢乐今宵》的資料（简体中文）
- AllMovie上《呢個乜野場》的资料（英文）
- 爛番茄上《呢個乜野場》的資料（英文）
- 互联网电影数据库（IMDb）上《呢個乜野場》的资料（英文）